# Jim Lynam
James Francis Lynam, detto Jim (Filadelfia, 15 settembre 1941), è un ex cestista, allenatore di pallacanestro e dirigente sportivo statunitense, professionista nella NBA.